# Battaglia di Flochberg
La battaglia di Flochberg ebbe luogo l'8 febbraio 1150 tra le truppe regie al comando di Enrico (VI), figlio del re Corrado III, e le truppe di Guelfo I di Toscana. La vittoria regia pose fine al conflitto in corso tra le due casate nobiliari.

## La battaglia
All'inizio del 1150, i Welfen invasero i possedimenti degli Hohenstaufen nel ducato di Svevia. Il re Corrado III inviò allora suo figlio Enrico (VI) e gli affidò il comando supremo di 5 contingenti dell'esercito. Partì con loro dal castello di Harburg. La battaglia ebbe luogo presso il castello Flochberg, attaccato da Guelfo I di Toscana, l'8 febbraio 1150. Enrico (VI) ordinò ai suoi cavalieri più veloci di tagliare la via di fuga del nemico. Alla fine riuscì a sconfiggere Guelfo e a catturare circa 300 cavalieri. Guelfo, però, riuscì a fuggire sotto la copertura della notte con solo alcuni dei suoi cavalieri.

## Conseguenze
Dopo la battaglia, il re Corrado III si consultò con i principi su come procedere contro lo sconfitto Guelfo di Toscana, che inizialmente non rinunciò alla lotta e tenne fede all'alleanza con il re Ruggero II di Sicilia. Un accordo di pace finale fu probabilmente raggiunto il 24 settembre 1150 all'Hoftag a Langenau vicino ad Ulma. In base a ciò, Guelfo si impegnò a non compiere in futuro ulteriori azioni contro Corrado III, che in cambio rilasciò i 300 seguaci catturati. Inoltre, Corrado diede a Guelfo le rendite dei Königsgut, nonché il patrimonio di Mertingen, che aveva ricevuto dal vescovo Corrado di Passavia in cambio della promessa - poi non mantenuta - di trasferirgli beni situati nella sua diocesi come compensazione.